# Old Monroe County Courthouse
L'Old Monroe County Courthouse est un ancien palais de justice américain à Monroeville, dans le comté de Monroe, en Alabama. Inscrit au Registre national des lieux historiques depuis le 26 avril 1973, il est classé National Historic Landmark depuis le 13 janvier 2021.